# 야르콥스키 효과
- 1. 소행성 표면의 복사선
- 2. 회전하는 소행성의 순행 운동
- 2.1 "오후"의 위치
- 3. 소행성의 궤도
- 4. 태양의 복사선

야르콥스키 효과:

야르콥스키 효과(영어: Yarkovsky effect)는 소행성이 태양으로부터 흡수한 에너지를 한 방향으로만 방출하면 반대 방향으로 소행성이 밀려난다는 이론이다.
일반적으로 우주 공간을 떠다니는 소행성은 회전을 한다. 폴란드인인 야르콥스키(Ivan Yarkovsky)는 이 회전 때문에 소행성 표면에서 열이 방출되는 형태에 차이가 나타난다고 지적했다. 이 차이는 소행성을 가속시키는 효과가 있고, 이 효과가 오래 누적되면 태양계 주위를 도는 궤도가 변할 수 있다.
회전하는 소행성에는 밤이었다가 낮으로 변하는 '동틀 녘 반구(morning hemisphere)'와 낮이었다가 밤으로 변하는 '해 질 녘 반구(afternoon/evening hemisphere)'가 생긴다. 해 질 녘 반구는 동틀 녘 반구보다 더 따뜻하다. 따라서 더 많은 열을 방출한다. 열은 광자의 형태로 나오며, 광자는 운동량을 지닌다. 그래서 오랜시간 동안 방출되는 열에 대한 반작용으로 소행성의 궤도가 변하게 된다.

## 같이 보기
- 복사압